# Tân Hưng, Thất Đài Hà
Tân Hưng (chữ Hán giản thể: 新兴区, âm Hán Việt: Tân Hưng khu) là một quận thuộc địa cấp thị Thất Đài Hà, tỉnh Hắc Long Giang, Cộng hòa Nhân dân Trung Hoa. Tân Hưng có diện tích 123 km², dân số 200.000 người. Mã số bưu chính của quận Tân Hưng là 154604. Quận Tân Hưng được chia thành 9 nhai đạo, 1 trấn. 
- Nhai đạo biện sự xứ: Tân Kiến, Bắc Sơn, Tân Hoa, Tân Lập, Hà Nam, Hang Diêu Câu, Tân Hợp, Việt Tú, Tân An.
- Trấn: Hồng Kỳ.